# Trzciniec (powiat drawski)
Trzciniec (niem. Wassergrund) – wieś sołecka w Polsce położona w województwie zachodniopomorskim, w powiecie drawskim, w gminie Czaplinek. W latach 1975–1998 miejscowość administracyjnie należała do województwa koszalińskiego. W roku 2007 wieś liczyła 157 mieszkańców.

## Geografia
Wieś leży ok. 7,5 km na południowy wschód od Czaplinka, ok. 1,5 km na południowy zachód od drogi wojewódzkiej nr 163.

## Zabytki
Do wojewódzkiego rejestru zabytków wpisany jest:
- zespół pałacowy z pierwszej ćwierci XX wieku, w skład którego wchodzą:
  - pałac z 1924 r. (obecnie Salezjański Ośrodek Wychowawczy)
  - oficyna z 1924 r.
  - park z sadem i aleja dojazdowa.